# Zeresenay Alemseged

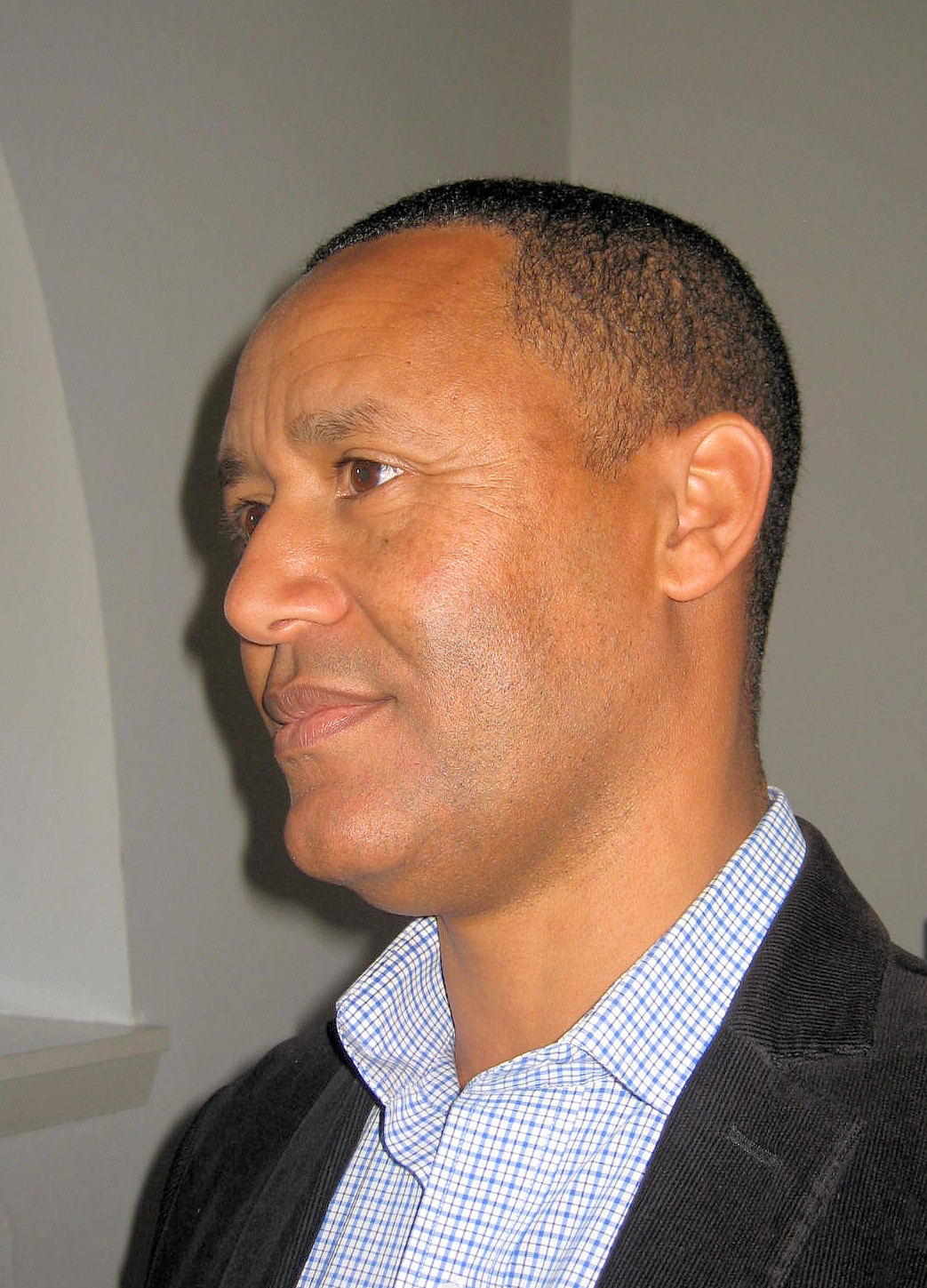
Zeresenay Alemseged, 2013

Zeresenay Alemseged (Axum, 4 de junio de 1969) es un paleoantropólogo etíope. Descubrió los fósiles de Selam, apodo dado a los restos de 3.3 millones de años de antigüedad de una Australopithecus afarensis, en Etiopía. Es conservador y catedrático de antropología de la Academia de Ciencias de California.

## Formación
- 1987-1990 B.Sc. en geología (Universidad de Adís Abeba).
- 1993-1994 M.Sc. en paleontología en la Universidad de Montpellier II y la Universidad Pierre y Marie Curie, Francia
- 1995-1998 Ph.D. en paleoantropología y paleoambiente por la Universidad Pierre y Marie Curie y el Muséum national d'histoire naturelle

## Carrera
- 1991-1992 Laboratorio de Paleoantropología (Museo Nacional de Etiopía).
- 2000–2003 Postdoctoral Research Associate, Institute of Human Origins, Universidad Estatal de Arizona
- Actual encargado de antropología en la Academia de Ciencias de California, San Francisco, CA

## Reconocimientos
- National Geographic Society (pendiente)
- National Geographic Society (2003)
- National Geographic Society (2002)
- The Leakey Foundation(2001)
- National Geographic Society (2001)
- Institute of Human Origins (2000)
- Centre National de la Recherches Scientifique (1999)
- Centro francés de estudios Etíopes (2000, 2001)
- Collège de France (1998)